# Победа (Гомельский район)
Победа (бел. Перамо́га) — посёлок в Улуковском сельсовете Гомельского района Гомельской области Республики Беларусь.

## География

### Расположение
В 1 км от железнодорожной станции Ипуть (на линии Гомель — Чернигов), 1 км на восток от Гомеля.

## Транспортная сеть
Транспортные связи по автодороге Гомель — Добруш. Планировка состоит из 2 прямолинейных улиц близких к широтной ориентации. Застройка преимущественно деревянная усадебного типа.

## История
Основан в 1920-х годах. В 1931 году жители вступили в колхоз. Значительная их часть работала в Гомеле. Во время Великой Отечественной войны в боях за деревню и окрестности в 1943 году погиб 161 солдат (похоронены в братской могиле на восточной окраине). В составе племзавода «Берёзки» (центр — деревня Берёзки).

## Население

### Численность
- 2004 год — 488 хозяйств, 1423 жителя

### Динамика
- 2004 год — 488 хозяйств, 1423 жителя

## Достопримечательность
- Братская могила (1943) —  Историко-культурная ценность Республики Беларусь, шифр 313Д000215.